# Phyllanthus biantherifer
Phyllanthus biantherifer är en emblikaväxtart som beskrevs av Léon Camille Marius Croizat. Phyllanthus biantherifer ingår i släktet Phyllanthus och familjen emblikaväxter. Inga underarter finns listade i Catalogue of Life.